# Paphinia seegeri
Paphinia seegeri is een orchidee die van nature voorkomt in Colombia. De soort is vernoemd naar Hans-Gerhardt Seeger. 